# Aidne Patera
L'Aidne Patera è una struttura geologica della superficie di Io.